# Amelia Peabody
Amelia Peabody (c. 1852 - dopo il 1939) è un personaggio immaginario, nato dalla penna di Elizabeth Peters.
La sua avventura comincia esattamente nel febbraio del 1884 quando, a seguito della morte del padre che da tempo accudiva, diviene l'unica erede di un cospicuo patrimonio e decide di intraprendere un viaggio per l'Egitto con una compatriota inglese. Lì troverà amore, famiglia, amicizie e diventerà un'archeologa a tutti gli effetti, nonché una famosa detective. È infatti in questi luoghi misteriosi che la protagonista si troverà a svolgere la sua prima investigazione presso il sito della città perduta di Amarna, gestito dai fratelli archeologi Walter e Radcliffe Emerson. Con quest'ultimo nasceranno da prima delle divergenze, che si tramuteranno in amore poco dopo, mentre Walter sposerà Evelyn, la ragazza inglese incontrata da Amelia prima di partire per l'Egitto, vittima della truffa ordita da due criminali che la protagonista smaschererà.
Tre anni dopo questi avvenimenti Amelia partorisce il suo primo figlio, Walter Peabody Emerson, soprannominato Ramses per la similarità di carattere con l'eclettico faraone. Mentre l'affetto che Emerson prova per il figlio è evidente, Amelia appare alle volte fin troppo fredda anche se in realtà l'amore per il figlio è pari a quello del marito (nel terzo libro della serie, infatti, attacca un malfattore che aveva ferito Ramses spinta da una 'furia cieca'). Nel 1898 la famiglia adotterà, anche se non formalmente, Nefret, una bellissima tredicenne di origini inglesi cresciuta in un'oasi egiziana sperduta nel deserto nubiano di cui Ramses si innamorerà perdutamente. In seguito si unirà alla famiglia anche David, un giovane artista succube della criminalità egiziana che lo sfruttava per falsificare opere d'arte antica, adottato da Walter ed Evelyn, già genitori di quattro figli. In casa Emerson inoltre vivono numerosi gatti (animali molto amati da Amelia) spesso trovati in Egitto durante le campagne di scavi.
Senza contare i numerosi criminali occasionali che sembrano fare a gara per impedire alla famiglia Emerson di dedicarsi interamente ad una stagione di scavi in Egitto, fin dall'inizio delle loro avventure nella terra dei faraoni compare un misterioso e alquanto peculiare personaggio che sembra nutrire una particolare attenzione nei confronti di Amelia. Si tratta di un uomo senza identità, capo di una banda di saccheggiatori di tombe e mercanti di antichità. Nessuno conosce il suo vero nome né il suo vero aspetto. Si cela sotto false identità, ha un'illimitata gamma di travestimenti che gli permettono di imbrogliare e depistare persone accorte come Amelia e la sua famiglia. Molti lo chiamano Sethos, Mrs Emerson preferisce il termine ‘Mente Criminale’. Trovatasi, suo malgrado, in stretta intimità con lui, verrà a conoscenza dei sentimenti che quest'uomo prova nei suoi confronti. Sebbene sia votato al male, al crimine e all'illegalità, Sethos possiede in realtà un cuore capace di amare. Varie volte la famiglia Emerson si imbatterà in questo affascinante personaggio. Amelia ne verrà rapita, in varie occasioni salvata, talvolta aiutata nelle sue indagini e conserverà per Sethos quell'ammirato rispetto che il marito Radcliffe, malgrado ne sia profondamente geloso, si troverà a condividere.

## Apparizioni
| N° | Titolo                                                              | Anno di pubblicazione | Ambientazione         | Stagione archeologica |
| -- | ------------------------------------------------------------------- | --------------------- | --------------------- | --------------------- |
| 1  | La sfida della mummia (Crocodile on the Sandbank)                   | 1975                  | Amarna                | 1884-1885             |
| 2  | Il faraone assassino (The Curse of the Pharaohs)                    | 1981                  | Valle dei Re          | 1892-1893             |
| 3  | Il caso del sarcofago scomparso (The Mummy Case)                    | 1985                  | Mazghuna              | 1894-1895             |
| 4  | L'enigma della piramide nera (Lion in the Valley)                   | 1986                  | Dahshur               | 1895-1896             |
| 5  | Indagine nel museo egizio (Deeds of the Disturber)                  | 1988                  | Londra e Kent         | 1896                  |
| 6  | Il mistero della città perduta (The Last Camel Died at Noon)        | 1991                  | Oasi perduta (Sudan)  | 1897-1898             |
| 7  | La maledizione di Nefertiti (The Snake, the Crocodile, and the Dog) | 1992                  | Amarna                | 1898-1899             |
| 8  | Il segreto della tomba d'oro (The Hippopotamus Pool)                | 1996                  | Dra Abu el-Naga       | 1899-1900             |
| 9  | Pericolo nella valle dei re (Seeing a Large Cat)                    | 1997                  | Valle dei Re          | 1903-1904             |
| 10 | Il papiro insanguinato (The Ape Who Guards the Balance)             | 1998                  | Valle dei Re          | 1906-1907             |
| 16 | Guardian of the Horizon                                             | 2004                  | Oasi perduta          | 1907-1908             |
| 19 | A River in the Sky                                                  | 2010                  | Palestina             | 1910                  |
| 11 | Il flagello di Horus (The Falcon at the Portal)                     | 1999                  | Zawyet el-Aryan       | 1911-1912             |
| 20 | The Painted Queen (completato da Joan Hess)                         | 2017                  | Il Cairo e Amarna     | 1912-1913             |
| 12 | Il fulmine di Sethos (He Shall Thunder in the Sky)                  | 2000                  | Necropoli di Giza     | 1914-1915             |
| 13 | Gli spiriti di Luxor (Lord of the Silent)                           | 2001                  | Necropoli di Giza     | 1915-1916             |
| 14 | The Golden One                                                      | 2002                  | Gaza e Deir el-Medina | 1916-1917             |
| 15 | Children of the Storm                                               | 2003                  | Valle dei Re          | 1919-1920             |
| 17 | The Serpent on the Crown                                            | 2005                  | Valle dei Re          | 1922-1923             |
| 18 | Tomb of the Golden Bird                                             | 2006                  | Valle dei Re          | 1922-1923             |